# Neottianthe camptoceras
Neottianthe camptoceras é uma espécie de planta da família das orquídeas. Esse espécie é endêmica da China.